# Vemdalens kyrka
Vemdalens kyrka är en kyrkobyggnad som tillhör Hedebygdens församling i Härnösands stift. Kyrkan ligger i samhället Vemdalen i Härjedalens kommun.

## Kyrkobyggnaden

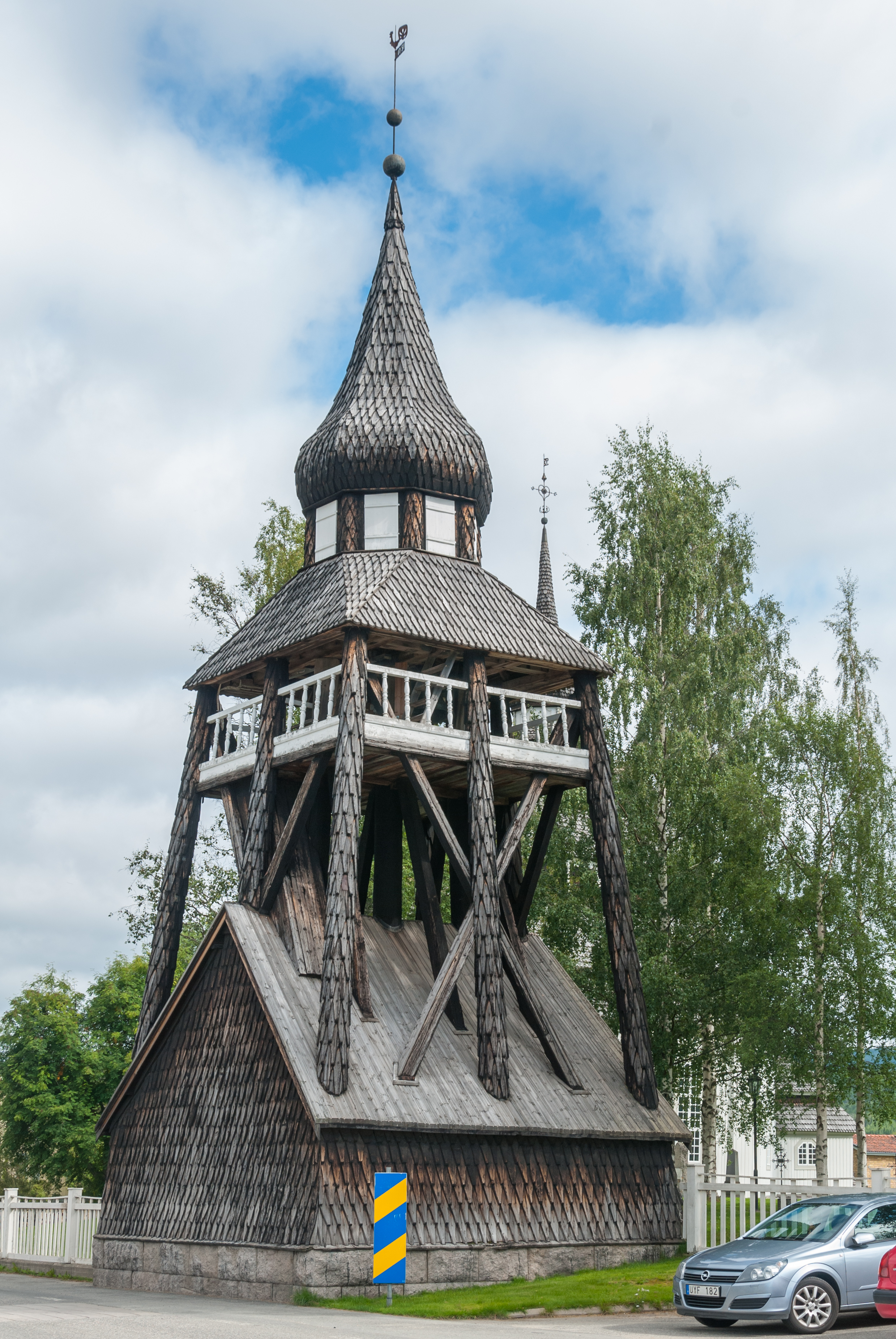
Klockstapeln.

En träkyrka uppfördes 1624 och flyttades 1763 till sin nuvarande plats. Där återuppbyggdes kyrkan till sin nuvarande avlånga åttakantiga form av byggmästare Olof Månberg från Månsta.
Kyrkobyggnaden täcks av ett brant säteritak. Mitt på säteritaket vilar en takryttare med tornspira. Tak, takryttare och tornspira är klädda med takspån av trä.
En fristående klockstapel av lökkupolstyp är uppförd 1755.

## Inventarier
- Kyrkorummet har ett korskrank från 1810.
- I kyrkan finns tre malmkronor varav en är från 1600-talet.
- Altartavlan är från 1770.
- Orgeln med sju stämmor, två manualer och pedal är byggd 1919 av Åkerman & Lund Orgelbyggeri.